# Kalgoorlie-Boulder Airport
Kalgoorlie-Boulder Airport är en flygplats i Australien. Den ligger i kommunen Kalgoorlie/Boulder och delstaten Western Australia, omkring 550 kilometer öster om delstatshuvudstaden Perth.
Närmaste större samhälle är Kalgoorlie-Boulder, nära Kalgoorlie-Boulder Airport. 
Omgivningarna runt Kalgoorlie-Boulder Airport är i huvudsak ett öppet busklandskap. Trakten runt Kalgoorlie-Boulder Airport är nära nog obefolkad, med mindre än två invånare per kvadratkilometer. Genomsnittlig årsnederbörd är 389 millimeter. Den regnigaste månaden är januari, med i genomsnitt 83 mm nederbörd, och den torraste är juni, med 6 mm nederbörd.